# ネヴィス (サントメ・プリンシペ)
ネヴィス（ポルトガル語: Neves）はサントメ・プリンシペ民主共和国、サントメ島の都市。レンバ県の行政府所在地であり、サントメ島北西側沿岸部に位置する。海岸の水深は深く、良港になりうるがドックや桟橋等の設備がないため、大きな船舶を受け入れることが出来ない。ネヴィスはまた、油槽所及びビール醸造所も置かれているが、港湾設備がないため油槽所は石油を沿岸に投錨した船舶からホースを利用して供給されている。ネヴィスは首都のサントメと島を周回する国道で結ばれている。2012年国勢調査にいよると人口は8,391人で、これはサントメに次いで同国2番目の規模である。人口の多くは中心市街地に集中している。ネヴィスは市内に、複数の学校、キリスト教の教会、海水浴場、小さな漁港と集会場となりうる複数の広場を備えている。